# Samuel Jan Ożga
Samuel Jan Ożga vel Ozga herbu Rawicz (ur. ok. 1680, zm. przed 19 kwietnia 1756 we Lwowie) – rzymskokatolicki biskup kijowski w latach 1723–1756, scholastyk chełmski w 1717 roku, proboszcz kapituły katedralnej lwowskiej w 1710 roku kanonik kapituły katedralnej lwowskiej w latach 1711–1731.

## Życiorys
Urodził się około roku 1680 na Rusi Czerwonej, w ówczesnym Województwie ruskim.
Syn podczaszego lwowskiego Jerzego - właściciela dóbr Milatyn - i chorążanki lwowskiej Katarzyny Anny z Sokolnickich. Uczeń lwowskiego kolegium jezuickiego. Ukończył szkoły u jezuitów we Lwowie. Brakuje informacji o podalszych studiach – nie uzyskał jakiegokolwiek stopnia naukowego, bo w związku z ubieganiem się o biskupstwo musiał wystarać się o dyspensę od braku takowego.
Święcenia kapłańskie przyjął około roku 1704 we Lwowie i został kapłanem archidiecezji lwowskiej. 25 sierpnia 1706 r. uzyskał godność prałata scholastyka w kapitule katedralnej chełmskiej (instalował się 1 stycznia 1707 r.). Z ramienia tejże kapituły uczestniczył jako delegat w sejmach, jak również był deputatem do Trybunału Głównego Koronnego. Kiedy dnia 5 (9) maja 1712 r. zmarł ordynariusz chełmski Teodor Wolff, właśnie Samuel Jan Ożga wybrany został przez kanoników katedralnych administratorem diecezji na czas wakatu i zarządzał nią przez ponad rok (do 20 sierpnia 1713 r.), nabywając doświadczenia w sprawach administrowania Kościołem lokalnym. Był już wówczas także kanonikiem gremialnym metropolitalnej kapituły lwowskiej, w której – przed rokiem 1718 – awansował na prałata prepozyta. 1 stycznia 1713 r. został także proboszczem w Uchaniach, a przed rokiem 1722 doszły mu nadto jeszcze parafie w Sokalu i Nabrożu (wszystkie trzy w diecezji chełmskiej). Już po uzyskaniu infuły był nadto – w latach 1723–1730 – proboszczem w Ostrogu (diecezja łucka). 7 grudnia 1722 król August II wystosował do Stolicy Apostolskiej suplikę w przedmiocie powierzenia prepozytowi lwowskiemu i scholastykowi chełmskiemu (w tamtejszej kapitule awansował uprzednio na tęże prałaturę) diecezji kijowskiej, która miała zawakować w następstwie awansu Jana Joachima Tarły do Poznania.
Prekonizacja Ożgi nastąpiła 27 września 1723 roku. Ingres do katedry w Żytomierzu odbył w 1724 r. Do Żytomierza definitywnie przeniósł siedzibę biskupów kijowskich, a później (1726) i kapituły katedralnej, na co potwierdzenie ze strony Stolicy Apostolskiej otrzymał 15 września 1743 roku. W Żytomierzu wzniósł najpierw drewnianą prokatedrę św. Zofii, a gdy ta spłonęła – podjął budowę murowanej (pod tym samym wezwaniem), której poświęcenia dokonał w roku 1745 (według innych konsekrował ją dopiero Kajetan Ignacy Sołtyk). Zreorganizował kolegium kanoników katedralnych, w skład którego odtąd miało wchodzić aż szesnastu duchownych (w tym dziewięciu prałatów), i wystarał się dla niego w Rzymie o specjalne przywileje. Ufundował także przy prokatedrze kolegium wikariuszy, dokonał wreszcie reorganizacji struktur administracyjnych powierzonej mu diecezji – podzielił jej terytorium w granicach Rzeczypospolitej na trzy dekanaty (Fastów, Owrucz, Żytomierz) oraz pomnożył liczbę parafii, którym też wyznaczył stałe granice. Uzyskał zgodę Stolicy Apostolskiej na erygowanie w strukturach Kościoła kijowskiego stałej sufraganii, przy czym pierwszym biskupem pomocniczym został w 1733 r. August Józef Czarnecki, po którym nastąpił (w 1739 r.) Antoni Tyszkiewicz. W 1733 roku podpisał elekcję Stanisława Leszczyńskiego. Gorliwie zwizytował kilkakrotnie diecezję, później jednak pojawiła się u niego choroba nóg, która utrudniała mu w ogólności poruszanie się, a w konsekwencji i wypełnianie szeregu powinności pasterskich. Dlatego 7 sierpnia 1741 r. otrzymał koadiutora z prawem następstwa, którym został bp tytularny Antipatris Józef Antoni Łaszcz, dotychczasowy sufragan chełmski, któremu przy tej okazji papież Benedykt XIV zezwolił na zachowanie prałatury kanclerza w Gnieźnie i probostwa w Brodach (diecezja łucka). On jednak zmarł z  31 stycznia na 1 lutego 1748 r. i sprawa koadiutorii na nowo wymagała rozpatrzenia. Na następcę Łaszcza biskup Ożga upatrzył ówczesnego prepozyta krakowskiego i komendatariusza miechowskiego Adama Ignacego Komorowskiego, niegdyś już desygnowanego przez monarchę na pasterza diecezji inflanckiej (godności tej nie przyjął), ów jednak uzyskał w międzyczasie królewską nominację na arcybiskupstwo gnieźnieńskie (8 lipca 1748), stąd ostatecznie nowym koadiutorem cum futura successione został Kajetan Ignacy Sołtyk.
Prekonizację uzyskał on 22 września 1749 r. – tego samego dnia, w którym Stolica Apostolska zatwierdziła Komorowskiego w godności metropolity Gniezna, jemu też przypadły rządy pasterskie w Kościele kijowskim po śmierci biskupa Ożgi, która nastąpiła we Lwowie przed 19 kwietnia 1756 roku. Pochowany został w kościele jezuitów pw. śś. Piotra i Pawła we Lwowie, który za życia obrał sobie na miejsce wiecznego spoczynku. Brat Samuela Jana, Andrzej Ożga (1669–1738), od roku 1685 członek Towarzystwa Jezusowego, na kapłana wyświęcony w r. 1698, wieloletni profesor kolegiów we Lwowie, Lublinie i Krakowie oraz rektor domów zakonnych w Jarosławiu, Toruniu, Kaliszu, Lwowie, Stanisławowie i Ostrogu nad Horyniem, a przez pewien czas misjonarz na Pokuciu. Siostra Samuela Jana, Gryzelda (ok. 1666–1737), w zakonie Wiktoria, od 1681 benedyktynka we Lwowie, a od r. 1731 do śmierci ksieni tamtejszego opactwa, druga zaś spośród jego sióstr wstąpiła do lwowskiego Karmelu.